# 尼沙·萨韦利奇
尼沙·萨韦利奇（1970年3月27日—），黑山男子足球运动员，场上位置是后卫。他曾代表南联盟参加1998年国际足联世界杯，结果队伍止步十六强赛。